# Рязань (Архангельская область)
Рязань — деревня в Вилегодском районе Архангельской области России. Входит в состав Никольского сельского поселения.

## География
Деревня расположена в западной части Вилегодского района, к югу от автодороги А123, на небольшой реке Рязанка (приток реки Виледь). Менее чем в 1 км к северо-западу от деревни находится село Никольск. 

## Население
| 2002 | 2010 | 2012 |
| ---- | ---- | ---- |
| 8    | ↘3   | ↘1   |

## Археология
На территории деревни известно Рязанское чудское городище XI — XIII веков.